# Mikulášová
Mikulášová (rusiń. Микулашова, Mykułaszowa; ukr. Микулашова, Mykułaszowa) – wieś (obec) na Słowacji, w kraju preszowskim w powiecie Bardejów. Pierwsze wzmianki o miejscowości pochodzą z roku 1414.
W miejscowości Mikulášová znajdowała się drewniana cerkiew greckokatolicka Opieki Bogurodzicy wybudowana w 1730, która została  przeniesiona w 1931 do skansenu Bardejovské Kúpele.
Według danych z dnia 31 grudnia 2009 wieś zamieszkiwało 136 osób, w tym 70 kobiet i 66 mężczyzn.
W 2001 roku względem narodowości i przynależności etnicznej 56,21% populacji stanowili Słowacy, 32,68% stanowiła mniejszość rusińska, a 10,46% ukraińska. Dominującym wyznaniem było prawosławie, który wyznawało 54,25% populacji, 28,76% zaś to grekokatolicy.